# Tmesisternus elegans
Tmesisternus elegans là một loài bọ cánh cứng trong họ Cerambycidae.